# Onni Thulesius
Onni Thulesius, född 1988 i Vasa, är en finländsk skådespelare. Han är son till Kristian Thulesius och Ylva Edlund
Thulesius har visat sig vara en utpräglad teaterbegåvning, som bland annat medverkat på film, television och teater. Han har medverkat i filmerna Suolaista ja makeaa (1995), Underbara kvinnor vid vatten (1998) och Tali-Ihantala 1944 – Slaget om Finland (2007). Han medverkade även i TV-serien Falkenswärds möbler (2000).